# Olyra maranonensis
Olyra maranonensis är en gräsart som beskrevs av Jason Richard Swallen. Olyra maranonensis ingår i släktet Olyra och familjen gräs. Inga underarter finns listade i Catalogue of Life.